# Idaea agraria
Idaea agraria är en fjärilsart som beskrevs av Joannis 1891. Idaea agraria ingår i släktet Idaea och familjen mätare. Inga underarter finns listade i Catalogue of Life.